# Patrick Sarsfield
Patrick Sarsfield (1660 - 21 de agosto de 1693), foi o 1.º Conde de Lucan, jacobita irlandês e militar. Os seus antepassados eram colonos ingleses. 